# Gebhard (Salzburg)

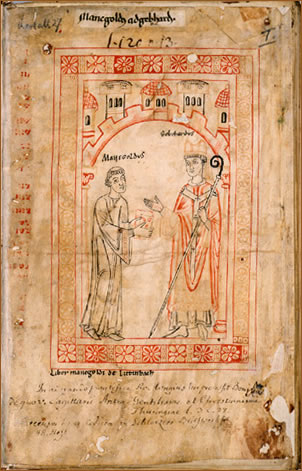
Manegold von Lautenbach übergibt sein Werk Erzbischof Gebhard von Salzburg, Liber ad Gebehardum, Blaubeuren, 12. Jahrhundert. Karlsruhe, Badische Landesbibliothek, Ms. Rastatt 27, fol. 1r

Gebhard (* um 1010; † 15. Juni 1088 in Werfen) war Erzbischof von Salzburg.

## Leben

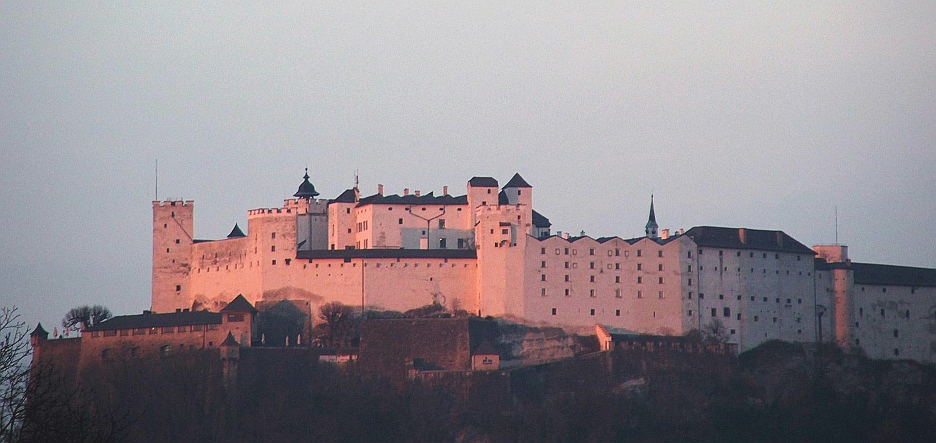
Festung Hohensalzburg

Gebhard entstammte einem vornehmen schwäbischen Geschlecht, das nicht näher bekannt ist. In der Ahnenreihe, die Gabriel Bucelinus etwa 1670 zusammengestellt hat, wird er als Graf von Helfenstein bezeichnet. Diesem Geschlecht gehörte Gebhard aber sicher nicht an. Der Name Helfenstein ist hier wohl eine Weiterentwicklung von „Helfenburg“, ein früher gebrauchter Name Salzburgs, der sich aus einer fehlerhaften Übersetzung des römischen Juvavum herleitet.
Gebhards Vater hieß Chadoldo (Chadoldus), seine Mutter Azala. Ihre Namen finden sich in den Nekrologien von Admont und Salzburg.
Frühzeitig wurde Gebhard zum geistlichen Stand bestimmt und genoss einen ausgezeichneten Unterricht, wie seine spätere Gelehrsamkeit beweist, die sogar seine Gegner anerkennen mussten. Wo er seine Studien machte, ist nicht überliefert. Gewöhnlich nennt man Paris, was aber nicht verbürgt ist. Adalbero von Würzburg und Altmann von Passau werden als seine Studiengenossen bezeichnet. Am 9. März 1055 weihte ihn Erzbischof Baldwin von Salzburg zum Priester. Gebhard war Hofkaplan von Heinrich III. Er reiste als Gesandter nach Konstantinopel und war von 1057 bis 1059 Reichskanzler. Am 30. Juli 1060 wurde er zum Erzbischof der Diözese Salzburg geweiht. Er beendete die Vergünstigungen, die sich aus dem geringer gemessenen Slawenzehent ergeben hatten und ordnete das Pfarrsystem in Kärnten neu. Er löste das von Hemma von Gurk gestiftete Kloster Gurk auf und gründete 1072 an dessen Stelle das Suffraganbistum Gurk sowie 1074 das Stift Admont. Ferner ließ er die Festungen Hohensalzburg, Hohenwerfen und Friesach maßgeblich ausbauen.
Im Investiturstreit stand er auf der Seite des Papstes Gregor VII. und nahm 1076 ebenso wie Altmann von Passau nicht am Hoftag zu Worms teil. 1076 war er bei der Fastensynode in Rom und unterstützte 1077 die Wahl des Gegenkönigs Rudolf von Schwaben.
Da er sich mit König Heinrich IV. nicht versöhnen wollte, wurde er 1077 von diesem aus Salzburg vertrieben und hielt sich neun Jahre lang in Schwaben und Sachsen auf. Er versuchte weiterhin Bischöfe zu gewinnen, die Papst Gregor VII. unterstützen sollten. In Salzburg wurde Berthold von Moosburg ab 1085 als Gegenbischof eingesetzt. Gebhard konnte erst 1086 durch die Unterstützung von Herzog Welf I. von Bayern wieder nach Salzburg zurückkehren. Kurze Zeit darauf starb er am 15. Juni 1088 auf der Festung Hohenwerfen. Er ist im Stift Admont begraben und ruht dort in der Stiftskirche im Hochaltar.
Gebhard wurde als Bischof mit griechischem Kreuz und einem Einhorn dargestellt.

## Kritische Beurteilung
Im Jahre 1629 wurde auf ausdrücklichen Wunsch Fürsterzbischof Paris Lodrons ein Heiligsprechungsprozess eingeleitet, der aber in den Wirren des Dreißigjährigen Kriegs unbearbeitet blieb. Gebhards Lebenswerk wird, wie der namhafte Historiker Heinz Dopsch ausführt, in der Geschichtsschreibung allerdings zunehmend kritisch beurteilt: Zwar werden seine außerordentliche Gelehrsamkeit und seine große Persönlichkeit allgemein gelobt, doch stünden diesen Tugenden oft Eitelkeit und Machtstreben gegenüber. Während er an sicherem Ort in Sachsen im Exil weilte, habe er sein Land schutzlos zurückgelassen, das dadurch von Plünderungen und Verwüstungen heimgesucht wurde. Auch sei Gebhard keineswegs ein Kirchenreformer gewesen. Durch sein zähes Festhalten am Eigenkirchenrecht habe er die Reform der Salzburger Kirche vielmehr für Jahrzehnte verhindert und langfristig behindert.